# Jean-Philippe Rohr
Jean-Philippe Rohr (Metz, 1961. december 23. –) olimpiai bajnok francia labdarúgó, középpályás.

## Pályafutása

### Klubcsapatban
1979 és 1985 között az FC Metz labdarúgója volt, ahol egy francia kupa győzelmet ért el a csapattal. 1985-86 az OGC Nice játékosa volt. 1986 és 1988 között az AS Monaco labdarúgója volt és tagja volt az 1987–88-as bajnokcsapatnak. 1988-ban visszatért az OGC Nice csapatához és itt fejezte be az aktív labdarúgást 1991-ben

### A válogatottban
1987-ben egy alkalommal szerepelt a francia válogatottban. Tagja volt a Los Angeles-i olimpián aranyérmet nyert csapatnak.

## Sikerei, díjai
Franciaország
- Olimpiai játékok
  - aranyérmes: 1984, Los Angeles

 FC Metz
- Francia kupa (Coupe de France)
  - győztes: 1984

 AS Monaco
- Francia bajnokság
  - bajnok: 1987–88